# Landtagswahl in der Steiermark 1930
- SDAPDÖ: 17
- CS: 17
- LB: 8
- HB: 6

Die Landtagswahl in der Steiermark 1930 wurde am 9. November 1930 durchgeführt und war die vierte Landtagswahl in der Steiermark während der Ersten Republik. Am selben Tag wurden auch die Landtage im Burgenland und in Kärnten und der Nationalrat gewählt.
Der Landtag war von 56 auf 48 Sitze verkleinert worden.
Die Sozialdemokratische Arbeiterpartei Deutschösterreichs (SDAPDÖ) wurde trotz leichter Verluste erstmals stärkste Partei in der Steiermark mit 34,83 % und 17 Mandaten. Wegen der Verkleinerung des Landtages, bedeutete das einen Verlust von 4 Sitzen.
Die Einheitsliste aus Christlichsozialer Partei (CSP), Großdeutscher Volkspartei (GDVP) und Nationalsozialisten trat nicht wieder gemeinsam an. Die Christlichsozialen erreichten mit 32,39 % nur den zweiten Platz, aber bekamen mit 17 Mandaten ebenso viele Sitze wie die Sozialdemokraten. Die Großdeutsche Volkspartei (GDVP), der Landbund (LB) und der Wirtschaftsverein für Österreich (Ude) traten gemeinsam als Nationaler Wirtschaftsblock (Schober-Block) an und kamen mit 16,50 % auf 8 Sitze.
Die antiparlamentarische Heimwehr trat erstmals als Heimatblock an und konnte mit 12,76 % und 6 Sitzen in den Landtag einziehen. Dieses Ziel konnte die NSDAP trotz Stimmengewinnen nicht erreichen. Sie erzielte 3,52 %. Da sie kein Grundmandat erreichte, wurden ihr keine Restmandate zugeteilt. Die KPÖ traten nicht wieder zur Wahl an.
Die Abgeordneten wählten wieder Anton Rintelen (CS) zum Landeshauptmann.

## Wahlergebnis
|                                                                          | Ergebnisse 1930  | Ergebnisse 1930  | Ergebnisse 1930  | Ergebnisse 1927  | Ergebnisse 1927  | Ergebnisse 1927  | Differenzen | Differenzen | Differenzen |
| ------------------------------------------------------------------------ | ---------------- | ---------------- | ---------------- | ---------------- | ---------------- | ---------------- | ----------- | ----------- | ----------- |
|                                                                          | Stimmen          | %                | Mand.            | Stimmen          | %                | Mand.            | Stimmen     | Mand.       |             |
| Abgegebene Stimmen                                                       | 504.208          |                  |                  | 488.203          |                  |                  | + 16.005    |             |             |
| Partei                                                                   |                  |                  |                  |                  |                  |                  |             |             |             |
| Sozialdemokratische Arbeiterpartei Deutschösterreichs (SDAPDÖ)           | 175.603          | 34,83 %          | 17               | 180.328          | 36,94 %          | 21               | – 4.725     | – 4         |             |
| Christlichsoziale Partei (CSP)1                                          | 163.304          | 32,39 %          | 17               | 199.295          | 40,83 %          | 24               | – 35.991    | – 7         |             |
| Nationaler Wirtschaftsblock und Landbund2                                | 83.201           | 16,50 %          | 8                | 78.561           | 16,1 %           | 9                | + 4.640     | − 1         |             |
| Heimatblock (HB)                                                         | 64.351           | 12,76 %          | 6                | nicht kandidiert | nicht kandidiert | nicht kandidiert | + 64.351    | + 6         |             |
| Nationalsozialistische Deutsche Arbeiterpartei – Hitlerbewegung (NSDAP)3 | 17.749           | 3,52 %           | –                | 5.139            | 1,1 %            | –                | + 12.610    | ± 0         |             |
| Wirtschaftsverein für Österreich (Ude)                                   | nicht kandidiert | nicht kandidiert | nicht kandidiert | 22.795           | 4,66 %           | 2                | − 22.795    | − 2         |             |
| Kommunistische Partei Österreichs (KPÖ)                                  | nicht kandidiert | nicht kandidiert | nicht kandidiert | 1.828            | 0,37 %           | –                | – 1.828     | ± 0         |             |
| Gesamt                                                                   | 504.208          | 100,00 %         | 48               | 488.203          | 100,00 %         | 56               | + 16.005    | – 8         |             |

1) 1927 angetreten als Einheitsliste bestehend aus der Christlichsozialen Partei (CSP), der Großdeutschen Volkspartei (GDVP) und den Nationalsozialisten (Riehl- und Schulz-Gruppe). Der Vergleichswert von 1927 ist die Gesamtsumme dieser Parteien.

2) Von den 8 Mandaten entfielen 6 auf den Landbund und 2 auf die Großdeutsche Volkspartei.

3) Da sie kein Grundmandat erreichte, wurden ihr keine Restmandate zugeteilt. 1927 angetreten im Wahlbündnis Völkischsozialer Block.